# Abdul Halim van Kedah

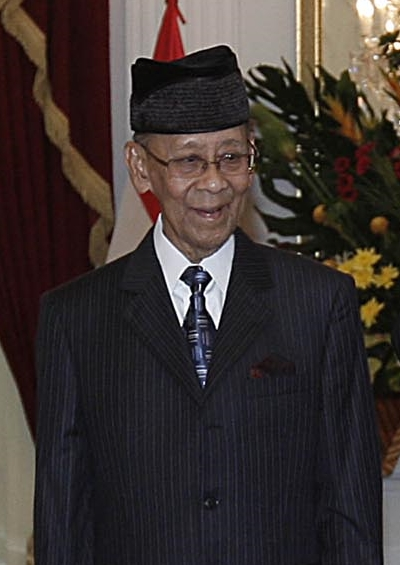
Abdul Halim van Kedah

Abdul Halim Muadzam Shah (Anak Bukit in Ketah, 28 november 1927 – Alor Setar, 11 september 2017) was sultan van Kedah sinds 1958. Van 1970 tot 1975 en van 2011 tot 2016 was hij Yang di-Pertuan Agong, oftewel koning van Maleisië.

## Biografie
Hij was de zoon van sultan Badlishah van Kedah. Hij kreeg zijn opleiding aan de Engelse school in Alor Setar en aan Wadham College (Universiteit van Oxford). 
Na de dood van zijn vader in 1958 werd hij de zesentwintigste sultan van Kedah. Hij werd in 1965 een eerste keer verkozen tot vice-Yang di-Pertuan Agong of vice-koning met recht van opvolging. Vijf jaar later werd hij de koning van Maleisië.
Tunku Abdul Rahman, een oom van Abdul Halim die sinds 1958 onafgebroken premier van Maleisië was, nam hierop ontslag; het werd immers als ongepast aangevoeld dat een oom onder zijn neef diende. 
Abdul Halim werd in 2006 een tweede keer verkozen tot vice-koning en aansluitend in december 2011 een tweede keer koning. Hij was daarmee het eerste staatshoofd van Maleisië dat deze functie twee keer bekleedde.
Abdul Halim van Kedah werd 89 jaar oud.